# Внутренние спутники Юпитера
Внутренние спутники Юпитера или Группа Амальтеи — спутники Юпитера, орбиты которых расположены очень близко к Юпитеру: Метида, Адрастея, Амальтея и Фива. Внутренние два обращаются менее чем за один юпитерианский день, в то время как два последних являются соответственно пятой и седьмой по величине луной в системе Юпитера. Наблюдения показывают, что, по крайней мере, крупнейший спутник группы, Амальтея, не был сформирован на его орбите, но что он был сформирован далеко от планеты, или что это захваченное тело Солнечной системы. 
Эти луны, а также ряд пока ещё невидимых внутренних небольших лун, пополняют и поддерживают слабую систему колец Юпитера. Метида и Адрастея помогают поддерживать основное кольцо Юпитера, а Амальтея и Фива поддерживают свои собственные слабые внешние кольца.